# Шелдон Рајли
Шелдон Рајли Ернандез (енгл. Sheldon Riley Hernandez; Сиднеј, 14. март 1999), познат по уметничком имену Шелдон Рајли, је аустралијски певач. Он је представљао Аустралију на Песми Евровизије 2022. са својом песмом „Not the Same“.

## Биографија
Рајли је рођена у Сиднеју од мајке Аустралијанке и оца Филипинца. Одрастао је на Златној обали.

## Каријера
Године 2016, Рајли, који је тада наступао под пуним именом Шелдон Ернандез, био је на аудицији за осму сезону The X Factor Australia. Првобитно је учествовао у категорији од 14 до 21 године, којој је ментор био Адам Ламберт, али елиминисан је као соло уметник на bootcamp фази такмичења. Рајли се вратио у такмичење након што га је ментор група Иги Азејлија одабрала да буде део новог дечачког бенда елиминисаних соло уметника. Бенд се звао „Time and Place“, елиминисани су у првој недељи емисија уживо.
У 2018, Рајли се појавио у седмој сезони The Voice Australia. Рајли је изабрао Боја Џорџа да му буде тренер, пласирао се у финале емисије и завршио на трећем месту.
Одмах након финала, Шелдон је објавио "Fire" преко Universal Music Australia.
Године 2020, Рајли се такмичио у петнаестој сезони серије Америка има таленат. Испао је у трећем четвртфиналу сезоне.
Дана 26. новембра 2021. проглашен је за једног од учесника Евровизије – Одлучује Аустралија. Освојио је шоу са 100 поена и стога је имао прилику да представља Аустралију на Песми Евровизије 2022. у Торину. Завршио је на 15. месту.

## Лични живот
Рајли је отворено геј. Са шест година дијагностикован му је Аспергеров синдром.
Он тренутно живи у Мелбурну.

## Дискографија

### Синглови
| Назив          | Година |
| -------------- | ------ |
| "Fire"         | 2018   |
| "More Than I"  | 2020   |
| "Left Broken"  | 2021   |
| "Again"        | 2021   |
| "Not the Same" | 2022   |